# 葡芥硫苷

葡芥硫苷，R为侧链基团

葡芥硫苷 (英语：Glucosinolate) ，中文簡稱硫苷或非正式名硫代葡萄糖苷，是許多辛辣植物的天然成分，如芥末，捲心菜和辣根。 這些植物的刺激性是由於當植物材料被咀嚼，切割或以其他方式損壞時由芥子油苷產生的芥子油。 這些天然化學物質最有可能有助於植物防禦病蟲害，並賦予十字花科蔬菜特有的苦味。

## 含硫代葡萄糖苷的植物
硫代葡萄糖苷是幾乎所有蕓苔屬植物的次生代謝產物，例如蕓苔目中有重要經濟用途的十字花科，山柑科和番木瓜科。 在蕓苔屬植物之外，非洲核果木科中的Drypetes屬和Putranjiva屬是唯一已知含有硫代葡萄糖苷的属。 硫代葡萄糖苷存在於各種可食用植物中，例如捲心菜类（白卷心菜，大白菜，西蘭花），西洋菜，辣根，刺山柑和蘿蔔，其中分解產物通常貢獻了它们的獨特味道。 硫代葡萄糖苷也存在於這些植物的種子中。

## 化學
硫代葡萄糖苷衍生自葡萄糖和氨基酸，構成一類含有硫和氮的天然有機化合物。它們是水溶性陰離子，屬於葡萄糖苷。每個硫代葡萄糖苷含有中心碳原子，其通過硫原子與硫代葡萄糖基團結合，並通過氮原子與硫酸基團結合（形成硫酸化醛肟）。另外，中心碳與側基結合;不同的硫代葡萄糖苷具有不同的側基，並且側基的變化是造成這些植物化合物的生物活性變化的原因。硫代葡萄糖苷的半系統命名由該側鏈的化學名稱和“硫代葡萄糖苷”組成,例如烯丙基芥子油苷與烯丙基硫代葡萄糖苷。
硫代葡萄糖苷化學的實質是硫代葡萄糖苷在黑芥子酶酶水解硫代葡萄糖苷鍵後轉化為異硫氰酸酯（“芥子油”）的能力。
一些硫代葡萄糖苷：
- 黑芥子苷（sinigrin，烯丙基芥子油苷）是異硫氰酸烯丙酯的前體
- 芐基芥子油苷（Glucotropaeolin）是異硫氰酸芐酯的前體
- 苯乙基芥子油苷（Gluconasturtiin）是苯乙基異硫氰酸酯的前體
- （R）-4-（甲基亞磺酰基）丁基芥子油苷（Glucoraphanin）是（R）-4-（甲基亞磺酰基）丁基異硫氰酸酯（蘿蔔硫素）的前體
- （R）-2-羥基丁-3-烯基芥子油苷（progoitrin）可能是（S）-2-羥基丁-3-烯基異硫氰酸酯的前體，預計它是不穩定的,並會立即環化形成（S）-5-乙烯基噁唑烷-2-硫酮（甲殼素）

## 生物化学

### 來自少數氨基酸的天然多樣性
已知大約132種不同的硫代葡萄糖苷在植物中天然存在。 它們由某些氨基酸合成，如脂肪族硫代葡萄糖苷，主要來源於蛋氨酸，其余還有丙氨酸，亮氨酸，異亮氨酸或纈氨酸。 （大多數硫代葡萄糖苷實際上衍生自這些氨基酸的鏈延長同源物，例如，蘿蔔硫苷衍生自二高蛋氨酸，其是甲硫氨酸鏈延長兩次）。芳香硫代葡萄糖苷包括衍生自色氨酸的吲哚，例如來自色氨酸的芥子油苷，还有的來自苯丙氨酸，其鏈延長的同系物高苯丙氨酸，和來自酪氨酸的sinalbin。

### 酶激活
在有水的条件下，植物中的黑芥子酶会從硫代葡萄糖苷中切除葡萄糖基團。 然後剩餘的分子迅速轉化為異硫氰酸酯，腈或硫氰酸鹽；這些是植物自我防禦的活性物質。 硫代葡萄糖苷也稱為芥子油糖苷，由于此反應的標準產物是異硫氰酸酯（芥子油）; 另外兩種产物主要于含有专门改變反應結果的植物蛋白質的条件下产生。

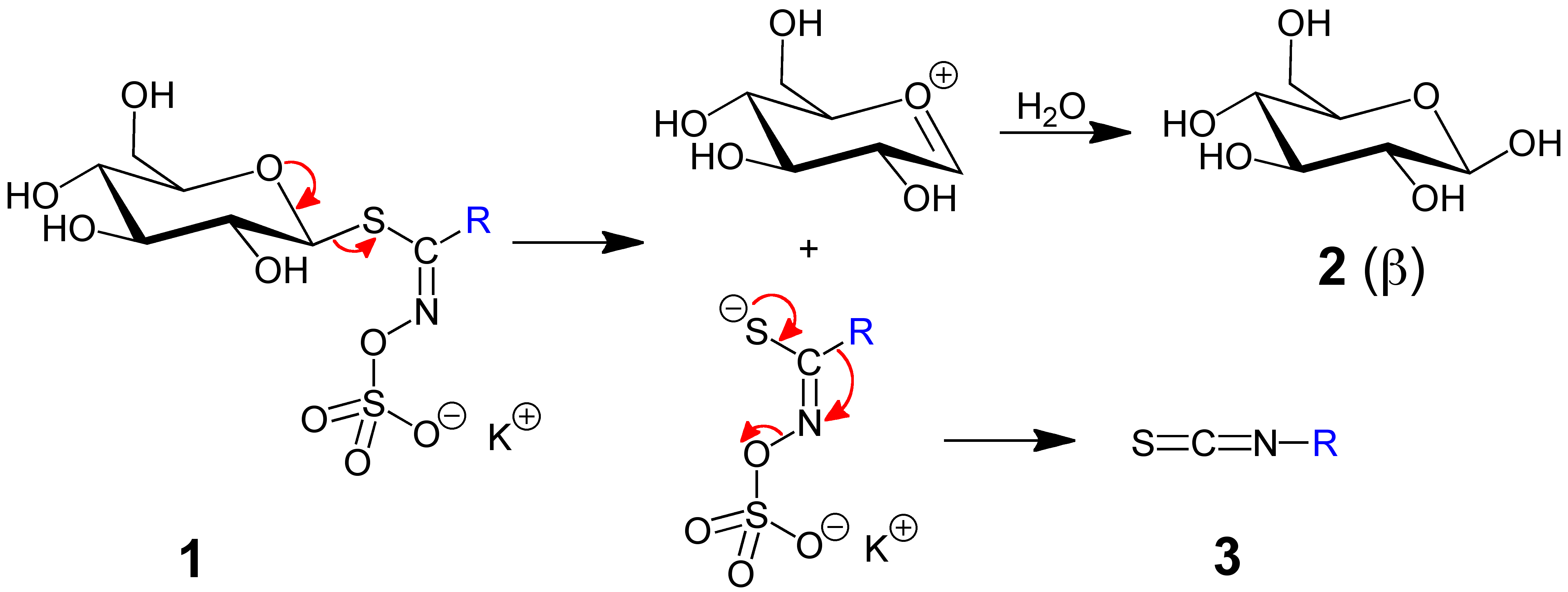
芥子油糖苷1被轉化為異硫氰酸酯'3'（'芥子油）。 葡萄糖2也被釋放，图中僅顯示β形式。R = 烯丙基, 芐, 2-苯乙基等。

在上文說明的化學反應中，與實際相比，圖左側的紅色彎曲箭頭被簡化了，因為未顯示酶黑芥子酶的作用。 然而，所示的機理基本上與酶催化反應一致。
相比之下，如圖中右側的紅色彎曲箭頭所示，这种产生異硫氰酸酯的原子重排，被认为是非酶促的。 這種類型的重排可以被命名為Lossen-reaarrangement或類似Lossen的重排，因為該名稱被首先用来指導致有機異氰酸酯的類似反應（R-N = C = O）。
為了防止對植物本身的損害，黑芥子酶和硫代葡萄糖苷被儲存在細胞的不同隔室中或組織中的不同細胞中，並且僅（主要）在遭到物理損傷的條件下聚集在一起。

## 生物效應

### 人類和其他哺乳動物

#### 益处
食用较多十字花科蔬菜的人群似乎癌症发病率、老年痴呆率都较低，硫苷及异氰酸盐分解产物可能为有效成分之一。
硫苷及分解产物在动物和细胞模型中有抗肿瘤、抗氧化、抗痴呆等作用，但直接加入人类饮食中的益处尚不明确。

#### 毒性
如果硫代葡萄糖苷的濃度高於一种動物可接受的濃度，那麼含硫代葡萄糖苷的作物作為動物的主要食物來源會產生負面影響。硫苷的分解产物中，异氰酸盐造成苦味降低摄食，腈基物质可能影响健康，硫氰酸及其酯已被证实有抑制碘吸收的抗甲状腺素作用，会造成甲状腺肿大。 然而，即使在同一屬（例如开罗刺鼠和金刺鼠）中，對硫代葡萄糖苷的植物耐受水平也不同。
菜籽油压榨剩下的油渣饼富集了菜籽中大部分的硫苷，如果作为饲料的主要成分，就可能超过可接受浓度，造成上述的不良反应。饲料可以经过处理，洗去硫苷。培育低硫苷菜籽可以提高油渣饼作为饲料的经济价值，是油菜育种的重要方向之一。
十字花科蔬菜在不缺碘的人类无抗甲状腺作用。曾有研究召集志愿者连续四周每天食用150克抱子甘蓝，未造成甲状腺功能异常。在缺碘地区，食用大量十字花科蔬菜可能提高甲状腺癌风险，但在碘摄入正常地区则无此现象。

#### 味覺和飲食行為
其中，硫代葡萄糖苷黑芥子苷被證明是导致烹熟的花椰菜和抱子甘蓝的苦味的原因。 硫代葡萄糖苷可能會改變動物的飲食行為。

### 昆蟲
硫代葡萄糖苷及其產品對許多昆蟲具有負面影響，其原因是威懾和毒性的結合。為了在農學背景下應用這一原理，一些硫代葡萄糖苷衍生的產品可以作為拒食劑，即天然殺蟲劑。
相比之下，十字花科植物的害蟲小菜蛾可能會識別出硫代葡萄糖苷的存在，從而可以識別出適當的寄主植物。實際上，在含硫代葡萄糖苷的植物上有一種特有的，專門的昆蟲，包括蝴蝶，如欧洲粉蝶，菜粉蝶和红襟粉蝶，還有某些蚜蟲，飛蛾，如南方粘蟲，鋸蠅和跳蚤甲蟲。例如，欧洲粉蝶將卵產在這些含硫代葡萄糖苷的植物上，幼蟲即使含有高水平的硫代葡萄糖苷也能存活，並食用含有硫代葡萄糖苷的植物材料。菜粉蝶和都红襟粉蝶具有一种腈特異性蛋白質，它將硫代葡萄糖苷水解轉向腈類而不是反應性異硫氰酸酯。 相比之下，小菜蛾具有完全不同的蛋白質，硫代葡萄糖苷硫酸酯酶，它会硫酸化硫代葡萄糖苷，從而使它們不適合黑芥子酶降解為有毒產物。
其他種類的昆蟲（特定的鋸蠅和蚜蟲）螯合硫代葡萄糖苷。在一种特殊的蚜蟲中，它的肌肉組織中被發現有一種獨特的動物黑芥子酶，導致蚜蟲組織破壞時螯合硫代葡萄糖苷的降解，但鋸蠅中没有。 這種針對同一種植物化學品的多樣化生物化學解決方案在植物 - 昆蟲關係的演變中起著關鍵作用。